# Maria di Brabante (duchessa di Baviera)
Maria di Brabante (1226 – 1256) è stata una nobile tedesca, duchessa consorte di Baviera come moglie del duca Ludovico II del Palatinato.

## Biografia
Maria nacque nel 1226, terza figlia del duca Enrico II di Brabante e Lorena dal suo primo matrimonio con Maria di Svevia, figlia del re Filippo di Svevia. Fra i suoi fratelli sono presenti Enrico III, che successe il padre al trono, e Beatrice di Brabante. Dopo la morte della madre, suo padre sposò Sofia di Turingia; da questo matrimonio nacquero due fratellastri di Maria, tra cui Enrico I d'Assia.
Il 2 agosto 1254 sposò Ludovico II, duca di Baviera. La coppia rimase sposata solo per due anni, durante i quali non ebbero figli.
Maria fu giustiziata per decapitazione a Donauwörth nel 1256 dopo essere stata accusata di adulterio dal marito. In seguito fu stabilito che Ludovico non aveva provato la sua tesi, non avendo presentato alcuna prova valida di adulterio.
Come atto di penitenza fondò l'abbazia cistercense di Fürstenfeld (Fürstenfeldbruck) vicino a Monaco.
Esistono diverse versioni dell'accaduto: secondo la cronaca di Esiah Wilpacher, Ludovico era in guerra con il principe-vescovo di Augusta. Il confessore di Maria, presumibilmente in combutta con il vescovo, la persuase a scrivere al marito chiedendogli di porre fine all'assedio e tornare a casa. Non riuscendo nell'intento, scrisse successivamente a uno dei suoi vassalli, che si trovava lontano dal campo. Per questo motivo fu Ludovico a ricevere la lettera. La lesse, riconobbe la grafia e la interpretò come un'indicazione che avesse un'altra relazione.
Nel corso del tempo sono emerse molte storie di folclore attorno all'azione di Ludovico, la maggior parte delle quali scritte molto tempo dopo la sua morte. Ad esempio, i compositori di ballate hanno aggiunto al racconto la frenesia omicida secondo la quale Ludovico non solo avrebbe ucciso sua moglie dopo un viaggio per tornare a casa durato cinque giorni e notti, ma ha anche pugnalato il messaggero che gli ha portato la lettera sbagliata; poi, entrato nel suo castello, avrebbe anche pugnalato il suo castellano e una dama di corte, gettato la cameriera di sua moglie dai bastioni e infine massacrato sua moglie pugnalandola o tagliandole la testa. Cronache più contenute supportano il resoconto dell'esecuzione di Maria il 18 gennaio 1256 al castello di Mangoldstein a Donauwörth con decreto ducale per presunto adulterio, ma nient'altro.